# Joueur du Luxembourg de l'année
Le trophée de joueur du Luxembourg de l'année récompense chaque saison, depuis 1988, le meilleur joueur de football évoluant dans le championnat luxembourgeois.
Il est décerné par le Luxemburger Wort et porte le nom de Challenge Guy Greffrath depuis 1998, du nom d'un journaliste sportif du quotidien.

## Lauréats
| Saison      | Vainqueur            | Nat.         | Club                |
| ----------- | -------------------- | ------------ | ------------------- |
| 1987-1988   | Denis Scuto          |              | Jeunesse d'Esch     |
| 1988-1989   | Jean-Marc Rigaud     |              | CA Spora Luxembourg |
| 1989-1990   | Carlo Weis           |              | FC Avenir Beggen    |
| 1990-1991   | Marc Birsens         |              | Union Luxembourg    |
| 1991-1992   | Claude Ganser        |              | Jeunesse d'Esch     |
| 1992-1993   | Luc Holtz            |              | Etzella Ettelbruck  |
| 1993-1994   | Théo Scholten        |              | FC Avenir Beggen    |
| 1994-1995   | Manuel Cardoni       |              | Jeunesse d'Esch     |
| 1995-1996   | Manuel Cardoni       |              | Jeunesse d'Esch     |
| 1996-1997   | Mikhail Zaritski     |              | Sporting Mertzig    |
| 1997-1998   | Mikhail Zaritski     |              | Sporting Mertzig    |
| 1998-1999   | Manuel Cardoni       |              | Jeunesse d'Esch     |
| 1999-2000   | Manuel Cardoni       |              | Jeunesse d'Esch     |
| 2000-2001   | Ahmed El Aouad       |              | CS Hobscheid        |
| 2001-2002   | Frédéric Cicchirillo |              | F91 Dudelange       |
| 2002-2003   | Ahmed El Aouad       |              | CS Grevenmacher     |
| 2003-2004   | Laurent Pellegrino   |              | Jeunesse d'Esch     |
| 2004-2005   | Stéphane Martine     |              | F91 Dudelange       |
| 2005-2006   | Joris Di Gregorio    |              | F91 Dudelange       |
| 2006-2007   | Joris Di Gregorio    |              | F91 Dudelange       |
| 2007-2008   | Emmanuel Coquelet    |              | F91 Dudelange       |
| 2008-2009   | Pierre Piskor        |              | FC Differdange 03   |
| 2009-2010   | Daniel Huss          |              | CS Grevenmacher     |
| 2010-2011   | Daniel da Mota       |              | F91 Dudelange       |
| 2011-2012   | Aurélien Joachim     |              | F91 Dudelange       |
| 2012-2013   | Stefano Bensi        |              | CS Fola Esch        |
| 2013-2014   | Sanel Ibrahimović    |              | Jeunesse d'Esch     |
| 2014-2015   | Laurent Jans         |              | Fola Esch           |
| 2015-2016   | David Turpel         |              | F91 Dudelange       |
| 2016-2017   | Omar Er Rafik        |              | FC Differdange 03   |
| 2017-2018   | David Turpel         |              | F91 Dudelange       |
| 2018-2019   | Danel Sinani         |              | F91 Dudelange       |
| 2019 à 2021 | non attribué         | non attribué | non attribué        |